# هيكتور سالديفيا
هيكتور سالديفيا (بالإسبانية: Hector Saldivia)‏ مواليد 2 مارس 1984 في تشوبوت، الأرجنتين، هو ملاكم محترف أرجنتيني.

## المسيرة الاحترافية
من نزالاته:
- انتصر على سباستيان أندريس لوخان بالضربة القاضية (10-04-2015).
- انتصر على سباستيان أندريس لوخان (18-02-2015).
- خسر أمام كيل بروك بالضربة الفنية القاضية (20-10-2012).
- انتصر على كارلوس أدان خيريز (21-10-2011).

## إحصائيات
خاض خلال مسيرته 49 نزالا، فاز في 45 ولم يتعادل وخسر في 4. فاز بالضربة القاضية في 35 نزالا.

## روابط خارجية
- هيكتور سالديفيا على موقع بوكس ريك (الإنجليزية) (registration required)